# Померли в червні 2014
|  | Службовий список статей, створений для координації робіт з розвитку теми. Це попередження не встановлюється на інформаційні списки і глосарії. |

### 30 червня
- Желько Штуранович, 54, чорногорський політик, прем'єр-міністр Чорногорії у 2006—2008 роках.

### 29 червня
- Дімаров Анатолій Андрійович, 92, український письменник.

### 27 червня
- Леслі Маніга, 83, президент Гаїті у 1987—1988 роках.

### 25 червня
- Плющ Іван Степанович, 72, український державний діяч, двічі голова Верховної Ради України.

### 24 червня
- Рамон Хосе Веласкес, 97, венесуельський політичний діяч, президент країни у 1993—1994 роках.
- Елай Воллак, 98, американський актор.
- Меліков Георгій Олександрович, 88, російськомовний письменник.

### 18 червня
- Стефані Кволек, 90, американський хімік польського походження, винахідник кевлару.

### 17 червня
- Ярослава Левкович, 92, учасниця ОУН та УПА, помічниця та дружина районного провідника ОУН Василя Левковича.

### 15 червня
- Кейсі Кейсем, 82, американський радіоведучий, «король чартів», удостоєний персональної зірки на голлівудській «Алеї Слави» (1981) і включений в Національний зал слави радіо (1985).
- Деніел Кіз, 86, американський письменник, найбільш відомий за твором «Квіти для Елджернона».

### 5 червня
- Роберт Кувалек, 47, польський історик.

### 4 червня
- Химинець Марія, 98, заступник команданта організації «Жіноча Січ» у складі Карпатської Січі. Дружина лідера ОУН Закарпаття Юліана Химинця.[1].

### 2 червня
- Гусаров Геннадій Олександрович, 77, радянський футболіст.
- Олександр Шульгін, 88, американський біохімік та фармаколог.

### 1 червня
- Манкін Валентин Григорович, 75, український яхтсмен, триразовий олімпійський чемпіон у складі команди СРСР.[2]